# Yuriy Sedykh
Yuriy Georgiyevich Sedykh (Novocherkassk, 11 de junho de 1955 – 14 de setembro de 2021) foi um atleta da União Soviética que se sagrou campeão olímpico do lançamento de martelo em 1976 e 1980. Detém, desde 1986, o recorde mundial da modalidade (86,74 m).

## Carreira
Sedykh começou em 1967 no atletismo, seu primeiro treinador foi Vladimir Ivanovich Volovik. Ele treinou em Burevestnik e mais tarde, na sociedade esportiva das Forças Armadas em Kiev (Sedykh alcançou o posto de Major no Exército Soviético). Em 1973 ele se tornou um membro do time júnior da União Soviética. Ele bateu o recorde mundial com 86,74 m, em 1986, no Campeonato Europeu, em Stuttgart, Alemanha.
Ao contrário de muitos outros lançadores de martelo, Sedykh dava três voltas, em vez de quatro, na hora de arremessar. O seu treinador desde 1972, Anatoly Bondarchuck, é considerado como um dos melhores treinadores do mundo no martelo. Sedykh ganhou o ouro olímpico nas Olimpíadas de 1976 e 1980, bem como venceu os Jogos da Boa Vontade de 1986 e o Mundial de Atletismo de 1991. 

## Pós-carreira e morte
Sedykh deteve um acampamento anual para prática do martelo nos Estados Unidos. Foi casado com a ex-lançadora Natalya Lisovskaya, a qual ganhou o ouro no lançamento de peso na Olimpíada de Seul em 1988. Eles têm uma filha, Alexia, nascida em 1992. Sedykh e sua família viveram em Paris, na França, onde ensinava força e condicionamento a nível universitário.
Em 2014, Sedykh foi introduzido ao IAAF Hall of Fame.
Sedykh morreu em 14 de setembro de 2021, aos 66 anos de idade, devido a um ataque cardíaco.